# Meio ambiente na Paraíba

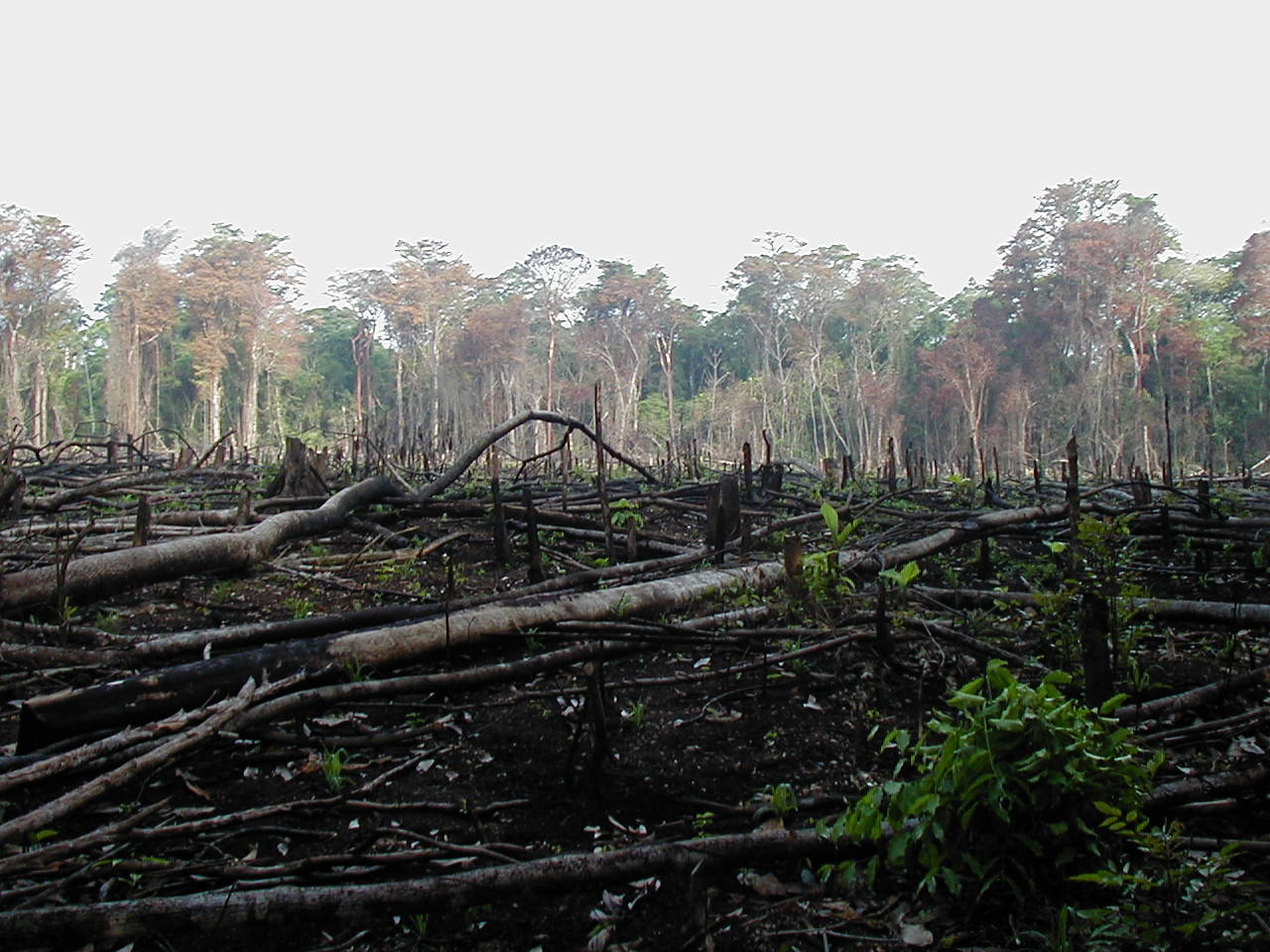
Área de floresta sendo desmatada

O meio ambiente na Paraíba tem sido uma questão que tem tido cada vez mais atenção e relevância nas políticas de desenvolvimento dos governos do estado nos últimos anos, embora haja muito a ser feito e preservado como legado a ser deixado às futuras gerações.
Área protegida é um espaço geográfico claramente definido, reconhecido e gerido por meios legais, ou outros igualmente eficientes, com o fim de manter a conservação de sua natureza a longo prazo por meio de serviços associados ao ecossistema e aos valores culturais.

## Histórico ambiental

### Antecedentes
Até meados do século XVI, ainda no período pré-colonização, a Paraíba era apenas habitada por tribos indígenas e ocasionalmente visitada por corsários franceses para a extração de madeiras de diversas espécies e 
outros subprodutos de sua fauna e flora. 
Após a conquista pelos luso-brasileiros, oficializada em 1585 com a fundação de Filipeia, o litoral passou a ser palco da extensa monocultura da cana-de-açúcar para exportação, iniciando-se aí a derrubada inexorável das matas e paulatina extinção da maior parte da fauna do estado, sobretudo de grande e médio porte, assim como ocorreu em todo o Nordeste oriental. 
A implementação de tal monocultura perdurou por quatro séculos, isto é, do século XVI ao XX, alterando de vez a face natural da região.

### Levantamentos florísticos
Em 1911, o cientista brasileiro Luís Felipe Gonzaga de Campos publicou o «Mapa Florestal do Brasil», o qual mostrava a situação da cobertura florestal de várias regiões do território nacional. Esse foi o primeiro estudo abrangente dos diversos ecossistemas do país e mostrava o estado de conservação de cada um deles. O mapa produzido teve como principal intuito incentivar a criação de parques de preservação pelo governo do Brasil de então.

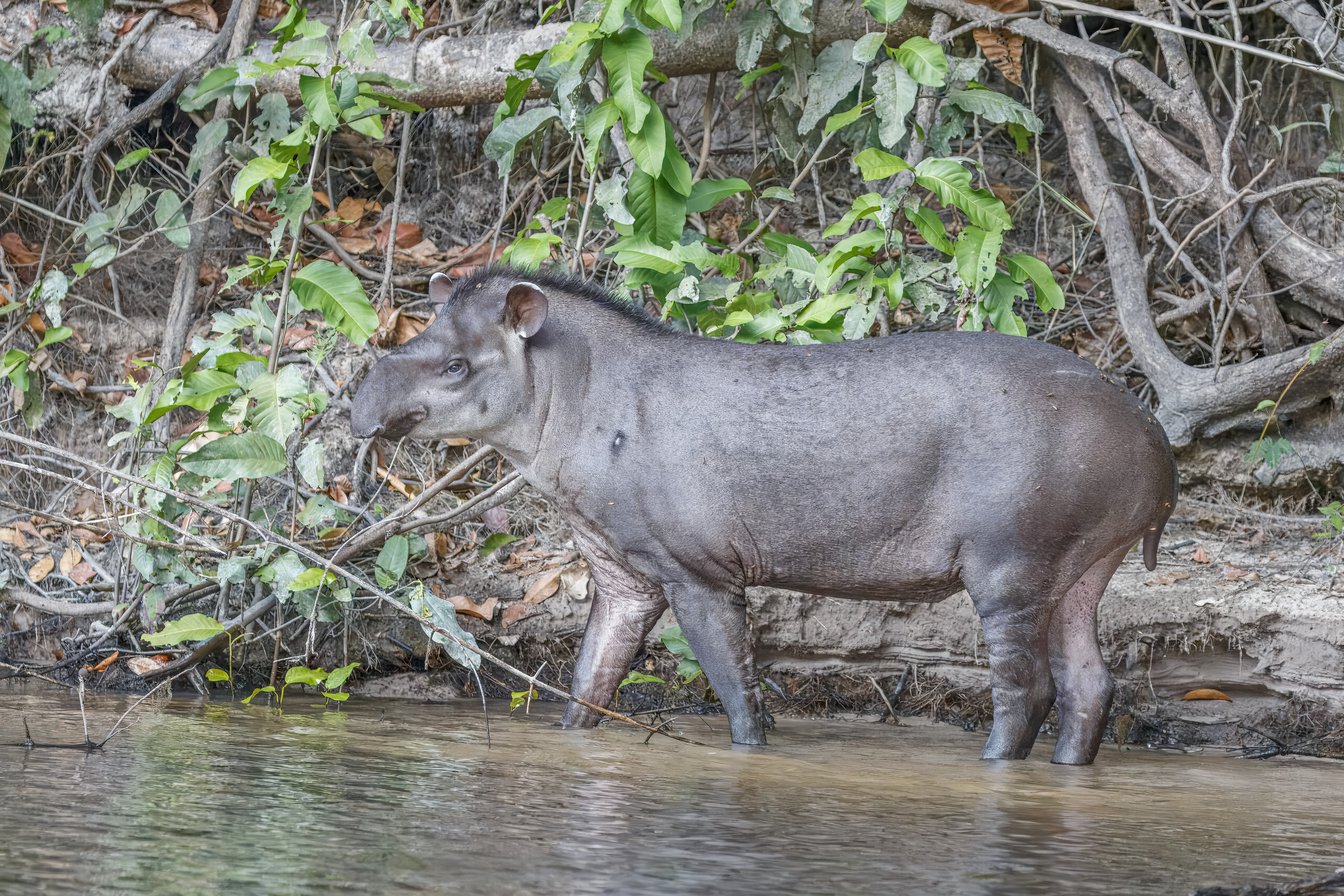
Há relatos da existência de antas nas matas do estado até meados do século pássado, então tidas como “raríssimas” segundo Leon Clerot

No começo do século XX, a flora paraibana despertou a curiosidade do botânico alemão Philipp von Luetzelburg, que em 1922, incumbido pela Inspetoria Federal de Obras contra as Secas (atual Dnocs), descobriu 227 espécies de plantas apenas numa pequena ilha do estuário do rio Paraíba: Tiriri. Sobre tal achado, há no Dicionário Corográfico da Paraíba, escrito por Coriolano de Medeiros em 1950, a seguinte menção:
(...) pertencente ao município de Santa Rita e formada pelo rio Gargaú, ao deitar-se à margem esquerda do Paraíba, a ilha, parece, foi um pedaço destacado do continente, pois o seu solo é fertilíssimo, e a sua flora, tão variada que o sábio botânico Luetzelburg, visitando o local, colheu assunto para um artigo, dizendo estar ali um verdadeiro jardim botânico.

### Situação atual
Originalmente, o domínio florestal da Mata Atlântica cobria 6.578,5 km² dos 56.585 km² de superfície total do estado. Hoje, cobrem 1.060,05 km² (106.005,14 ha.), o que corresponde a 2% da superfície do estado, segundo dados do Levantamento da Cobertura Vegetal Nativa do Bioma Mata Atlântica. Essa área remanescente consiste de manchas de floresta densa, áreas de mata secundária e de desmatamento, bem como formações de restingas e manguezais relativamente intactas. É uma área densamente povoada, onde vivem em torno de 40% dos 3.974.687 de habitantes do estado, segundo dados de 2022 do IBGE. 
As atividades que mais impactam a Mata Atlântica no estado são a expansão da área de cultivo da cana-de-açúcar e o desenvolvimento de atividades voltadas para a carcinicultura em áreas de manguezais, além da urbanização. Em 1923, levantamentos feitos pelo Dnocs constatou o alarmante nível do desmatamento no estado.

### Relatos históricos e possibilidades futuras

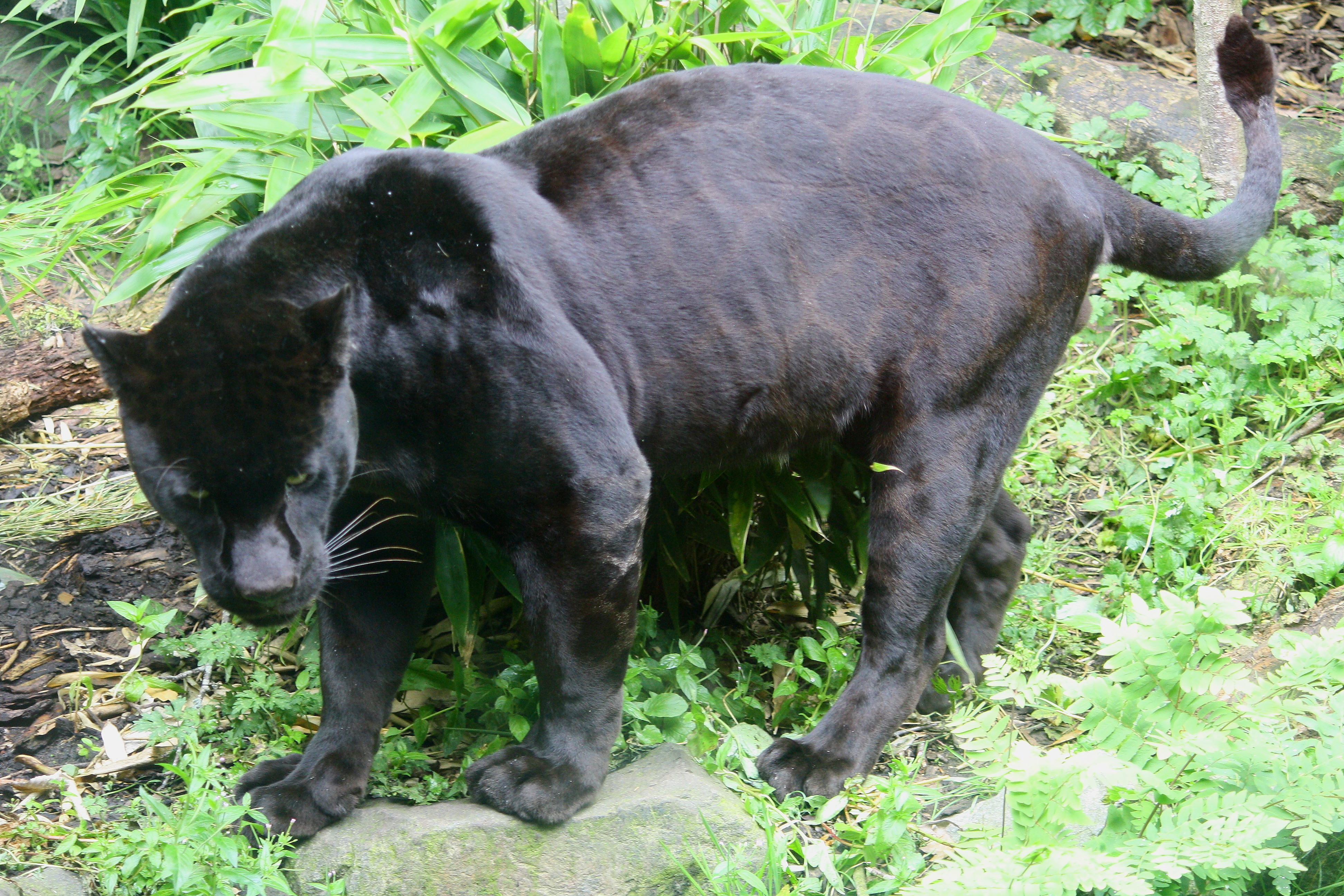
A onça habitou as florestas paraibanas até o início do século XX, segundo vários autores

Quando ainda existia muito da mata atlântica do estado, relatos davam conta da existência de animais selvagens mesmo no entorno da grande João Pessoa, como se lê no livro Evolução histórica da Paraíba do Norte, de 1946, escrito por Delmiro Pereira de Andrade:
Ao redor do rio São Domingo, como era chamado o Paraíba, muitas matas tornavam-se intransitáveis pela abundância de madeiras que, somente muitos anos depois, o homem com o machado penetrou e derrubou para satisfação do seu desejo destruidor e para fazer o sol iluminar o coração desconhecido da mata, afugentando pela claridade o jaguar indômito ou o tamanduá (...) A miragem extraordinariamente bela que as várzeas do Paraíba e o brejo oferecem ao visitante pela opulência da vegetação, riqueza da flora, abundância de água (...), que a natureza soube preparar, contrasta com as faixas intermediárias agrestes e caatingas (...)
Outro relato relevante é o do escritor Leon Francisco Clerot no seu livro Trinta anos na Paraíba, de 1969:
Há pouco menos de vinte anos bandos de garças-brancas-grandes e garças-azuis viviam às margens do Paraíba e do Sanhauá, próximo da capital. Atualmente, são raras e os seus remanescentes vivem confinados em alguns açudes do sertão onde a caça é proibida. No alto sertão a ema, antigamente numerosa, foi totalmente aniquilada.
Nas últimas duas décadas desde 1995, atividades ecoturísticas têm sido implementadas e incentivadas pelo governo local, o que, além de gerar divisas para o estado, desenvolve sustentavelmente o turismo local, embora a Paraíba tenha entrado no século XXI com menos de 2% de todo seu território (nos domínios da mata atlântica, agreste e caatinga) como áreas com proteção legal. 

## Estado de conservação atual da fauna paraibana
| Status IUCN | Situação                                     | Espécie |
| ----------- | -------------------------------------------- | --- |
|             | Espécie extinta na natureza (EW)             | Quati, anta, capivara, jaburu-moleque, caititu, paca, tamanduá-bandeira, onça-preta e pintada, queixada, ema, maguari, colhereiro, biguá, jacu, arara-azul-grande, caxinguelê, guaxinim, furão entre outros. |
|             | Ameaçada ou seriamente ameaçada (EN, VU, CR) | Cotia, gambá, jacaré, onça-pintada, onça-parda, preguiça, seriema, tamanduá-mirim, urubu-rei, veado-catingueiro, garça-azul, garça-branca-grande, peixe-boi-marinho, calango-coral, entre outros.            |
|             | Quase ameaçada ou pouco preocupante (NT)     | Cancão, currupião, caninana, cascavel, cipó, jiboia, papa-ovo, surucucu, cobra-verde, tapiti, preá, raposa, gato-maracajá, gato do mato, gato-vermelho, entre outros.                                        |